# Lãnh thổ Nebraska
Lãnh thổ Nebraska (tiếng Anh: Nebraska Territory hay Territory of Nebraska) từng là một lãnh thổ hợp nhất có tổ chức của Hoa Kỳ, tồn tại từ ngày 30 tháng 5 năm 1854 cho đến 1 tháng 3 năm 1867 khi vào giai đoạn cuối cùng lãnh thổ được phép gia nhập liên bang để trở thành tiểu bang Nebraska.  Lãnh thổ Nebraska  được thành lập bởi Đạo luật Kansas–Nebraska năm 1854.  Thủ phủ lãnh thổ là Omaha. Lãnh thổ bao trùm các phần đất mà ngày nay thuộc các tiểu bang Nebraska, Wyoming, Nam Dakota, Bắc Dakota, Colorado, và Montana.

## Lịch sử
Một đạo luật ban hành thể chế mới cho lãnh thổ được quốc hội thông qua năm 1864. Các đại biểu được bầu lên cho một đại hội hiến pháp. Tuy nhiên đại hội hiến pháp không đưa ra được một bản hiến pháp. Hai năm sau đó vào năm 1866, một bản hiến pháp được thảo và được chấp thuận bởi 100 phiếu bầu. Tuy nhiên, một mệnh đề trong hiến pháp giới hạn quyền đầu phiếu chỉ dành cho "đàn ông da trắng tự do" đã khiến làm trì hoãn lãnh thổ được thu nhận vào liên bang trong khoảng 1 năm.  Đạo luật ban hành thể chế tiểu bang năm 1866 bị tổng thống Andrew Johnson phủ quyết. Khi Quốc hội Hoa Kỳ tái nhóm họp vào năm 1867, họ lại thông qua đạo luật thành lập tiểu bang Nebraska với điều kiện rằng Hiến pháp Nebraska phải tu chính để cắt bỏ mệnh đề nói về quyền đầu phiếu giới hạn.  Đạo luật này vẫn bị tổng thống Johnson phủ quyết. Nhưng Quốc hội sau đó lại gạt bỏ quyền phủ quyết của tổng thống.

### Các khu định cư ban đầu
Một số trạm mậu dịch, đồn bót, và thị trấn được thiết lập trong Lãnh thổ Nebraska từ đầu thế kỷ 19 cho đến năm 1867 trong đó có Trạm Fontenelle thành lập tại nơi mà ngày nay là Bellevue vào năm 1806. Trạm này được nhắc đến đầu tiên trong các hồ sơ mậu dịch vào năm 1823. Đồn Lisa do Manuel Lisa thiết lập nằm gần Dodge Park ngày nay trong Bắc Omaha vào năm 1812.
Đồn Atkinson được thiết lập năm 1819. Năm 1822, Trạm mậu dịch Cabanne được lập gần đó trên sông Missouri. Những người định cư thuộc giáo phái Mormon thành lập Cutler's Park năm 1846, và thị trấn Bellevue được định chế hóa vào năm 1853.  Omaha City gần đó được thành lập năm 1854. Nebraska City và Kearney hợp nhất năm 1855. Các thị trấn có ảnh hưởng là Brownville và Fontanelle cũng được thành lập vào năm đó. Ngôi làng sớm nhất là Lancaster, sau này được gọi là Lincoln, được thành lập năm 1856, cũng với các thị trấn Saratoga, South Nebraska City và Florence.

### Các đồn quân sự ban đầu
Với sự hiện diện của vô số các trạm mua bán da thú thời đó, đồn Atkinson được thành lập năm 1819 là vị trí đồn quân sự đầu tiên tại nơi mà sau đó trở thành Lãnh thổ Nebraska và cũng là địa điểm có trường học đầu tiên của lãnh thổ. Các đồn khác trong Lãnh thổ Nebraska  gồm có đồn Kearny nằm gần vị trí của thành phố Kearney ngày nay; đồn McPherson gần Maxwell ngày nay; đồn Mitchell gần Scottsbluff ngày nay; đồn Randall nằm trong Nam Dakota ngày nay; và các đồn Caspar, Halleck, Laramie, và Sanders nằm trong tiểu bang Wyoming ngày nay.

## Ranh giới

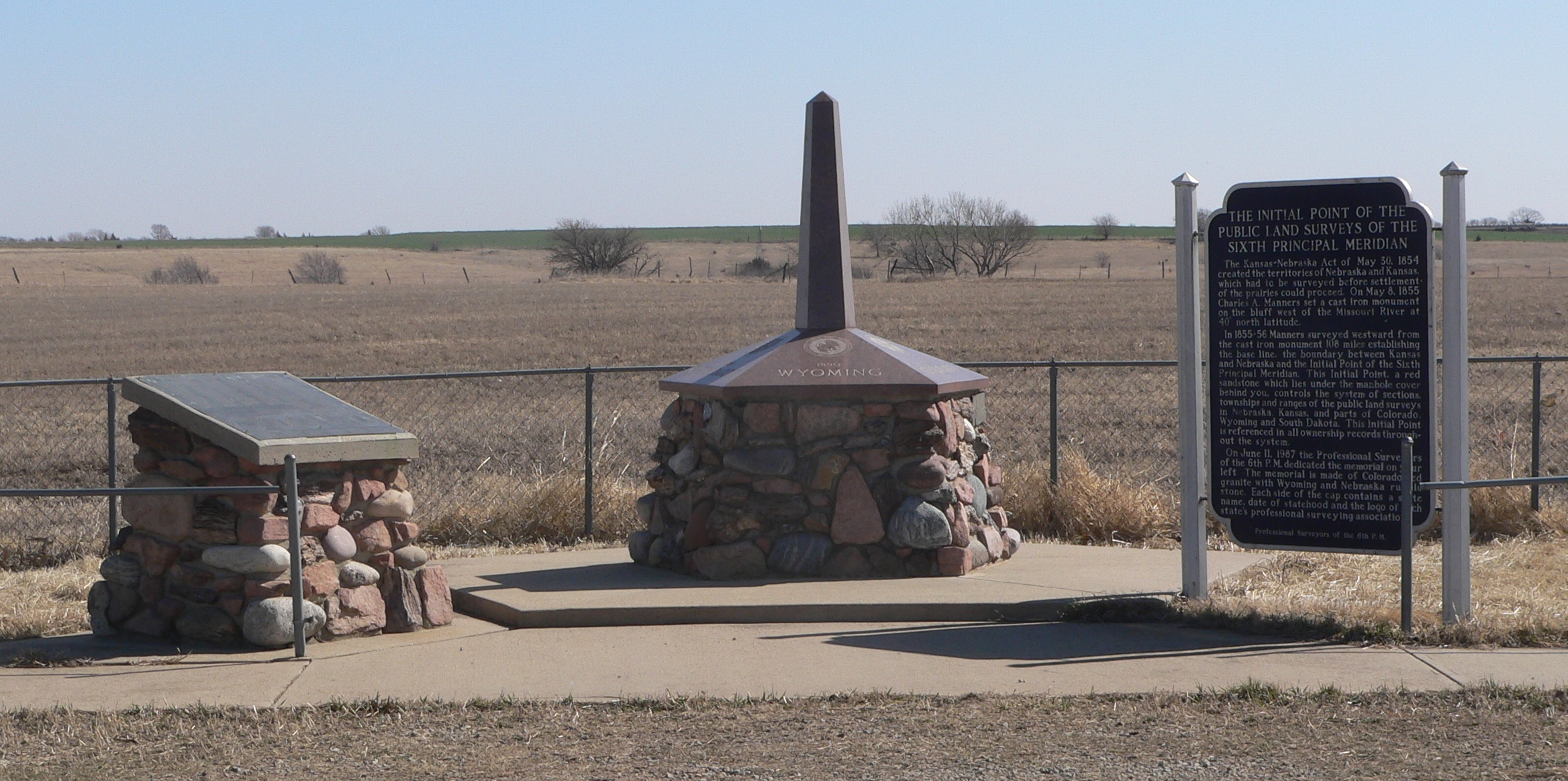
Site No. JF00-072: Đường ranh giới tiểu bang Nebraska-Kansas nằm tại điểm giao cắt của các quận thuộc Nebraska là Thayer và Jefferson với các quận thuộc Kansas là Washington và Republic.

Ranh giời ban đầu của Lãnh thổ Nebraska (như được phân định bởi Đạo luật Tổ chức) bao gồm phần lớn Cấu địa Louisiana; các ranh giới lãnh thổ là:
- Phía nam – vĩ độ 40° Bắc (hiện tại là ranh giới Kansas–Nebraska);
- Phía tây – Đường phân thủy Lục địa Bắc Mỹ giữa Thái Bình Dương và Đại Tây Dương/Bắc Băng Dương;
- Phía bắc – vĩ độ 49° Bắc (biên giới Hoa Kỳ–Bắc Mỹ thuộc Anh);
- Phía đông – sông White Earth và Missouri.

### Thành lập thêm các lãnh thổ
Ngay khi thành lập, lãnh thổ bao trùm phần lớn miền bắc vùng Đại Bình nguyên, nhiều phần của lưu vực thượng nguồn sông Missouri và các phần phía đông của miền bắc Rặng Thạch Sơn. Lãnh thổ Nebraska  dần dần bị thu nhỏ lại khi các lãnh thổ mới được thành lập từ nó trong thập niên 1860.
Lãnh thổ Colorado được thành lập ngày 28 tháng 2 năm 1861 từ các phần đất của lãnh thổ nằm ở phía nam vĩ tuyến 41° Bắc và phía tây kinh độ 102°03′ Tây. Khu vực này gồm có thành phố ngày nay là Fort Collins, Greeley và các phần đất của Boulder nằm ở phía bắc Lộ Baseline. Ngoài ra còn có các phần đất của Lãnh thổ Kansas, Lãnh thổ New Mexico, và Lãnh thổ Utah.
Ngày 2 tháng 3 năm 1861, Lãnh thổ Dakota được thành lập. Nó được thành lập từ tất cả phần đất của Lãnh thổ Nebraska  nằm ở phía bắc vĩ tuyến 43° Bắc (ngày này là ranh giới Nebraska–Nam Dakota) cùng với phần đất của tiểu bang Nebraska hiện tại nằm giữa vĩ tuyến 43° Bắc và hai con sông Keya Paha và Niobrara (vùng đất này sau đó được trả lại cho Nebraska vào năm 1882).  Đạo luật thành lập Lãnh thổ Dakota cũng có kèm theo các điều khoản trao cho Nebraska các phần đất nhỏ của Lãnh thổ Utah và Lãnh thổ Washington —ngày nay là tây nam Wyoming có ranh giới là vĩ tuyến 41° Bắc, kinh độ 110°03′ Tây, vĩ độ 43° Bắc và Đường Phân thủy Lục địa Bắc Mỹ. Các phần đất này không phải là một phần đất của Cấu địa Louisiana mà đúng hơn từng là đất của Xứ Oregon và trở thành một phần đất của Hoa Kỳ vào năm 1846.
Ngày 3 tháng 3 năm 1863, Lãnh thổ Idaho được thành lập từ tất cả đất đai của lãnh thổ nằm ở phía tây kinh độ 104°03′ Tây.